# Kongeriget Egypten
Kongeriget Egypten (egyptisk arabisk: المملكه المصريه, Egyptiske kongerige), var en stat i Afrika under Muhammad Ali-dynastiet, som eksisterede fra 1922, da Storbritannien anerkendte Egyptens selvstændighedserklæring - i hvilken forbindelse sultanatets status ændredes til kongerige og Egyptens sultan, Fuad 1., ændrede titel til konge - til den egyptiske revolution 1952, der afskaffede monarkiet i 1953.

## Historie

### Baggrund
Egypten havde i praksis været et lydrige under Storbritannien lige siden besættelsen af landet i 1882. I og med 1. verdenskrigs udbrud i 1914 blev landet formelt et britisk protektorat og de sidste symbolske bånd til Det Osmanniske Rige blev skåret over. Den udenlandske indflydelse forårsagede i begyndelsen af 1900-tallet stadig større spændinger i samfundet, tidlige egyptiske nationalister krævede højlydt, at landet skulle blive uafhængigt. Briterne havde tvangsrekrutteret over 1,5 millioner egyptere til arbejdstjenste under krigen, hvilket forøgede den folkelige støtte til dem, som virkede for Egyptens selvstændighed, men den britiske regering nægtede at gå med til nogle krav. I marts 1919 blev fire ledende nationalister arresterede for at have skabt oprør og deporteret til Malta, hvilket forårsagede opløb rundt omkring i Egypten, hvilke hurtigt eskalerede, og den åbent fjendtlige stemning i samfundet udviklede sig til en national revolution i 1919, hvorefter der blev indledt forhandlinger om landets fremtidige status. Under ledelse af Saad Zaghlul Pascha, som efter revolutionen havde været leder for den egyptiske delegation til fredskonferencen i Paris, oprettedes samme år det nationalliberale Wafd-partietWafd-parti, som begyndte at propagandere for, at den politiske magt skulle overføres fra den indenlandske adel og de britiske embedsmænd til et folkevalgt parlament.

### Årene efter selvstændigheden
I 1922, efter yderligere uroligheder og nationalistiske oprør, erklærede den britiske regering uden videre forhandlinger med nogen modpart, at Egypten herefter var selvstændigt. I praksis fortsatte landet dog at være en lydstat under Storbritannien, idet selvstændighedserklæringen hvilede på fortsat britisk kontrol over fire områder: udenrigs- og forsvarspolitikken, beskyttelsen af minoriteter og udenlandske økonomiske interesser, det Britiske imperiums kommunikationsveje gennem landet samt styret i Sudan. Den fortsatte britiske indblanding i egyptisk politik og ubalancen mellem Egypten og Storbritannien i det formelle samarbejde at styre Sudan fortsatte derfor med at skabe uro i landet. Egyptens forfatning af 1923 foreskrev et konstitutionelt monarki, hvor magten hovedsagelig lå hos Egyptens parlament, men i realiteten var det parlamentariske system svagt; kongen udnyttede regelmæssigt sin ret at opløse parlamentet inden dets formelle funktionsperiode var udløbet, og regeringer blev væltet på kongens anmodning. Den politiske magt forblev under kongehusets og briternes dominans i resten af 1920-erne.

### 1930-erne og 2. verdenskrig
I 1930 blev der skrevet en ny forfatning, som styrkede kongemagten og i princippet helt afskaffede parlamentets beføjelser, hvilket resulterede i udbredt modvilje, og fem år senere blev Fuad tvunget til at genindføre forfatningen fra 1923. I 1936 døde kongen og blev efterfulgt på tronen af sin 16-årige søn, kronprins Farouk. Italiens invasion af Abessinien i efteråret året inden bevirkede stor uro i Kairo for, at Egypten ville blive inddraget i en konflikt mellem de europæiske stormagter. I den anglo-egyptiske aftale af 1936 blev derfor fastslået, at alle britiske tropper skulle trækkes tilbage fra landet fraset dem, som var nødvendige for forsvaret af Suezkanalen. Aftalen blev presset igennem af kong Farouk med støtte af Wafd-partiet, der havde været i regeringen siden parlamentsvalget i maj samme år, men den blev forkastet som utilstrækkelig af mange nationalister, som ønskede en fuldstændig britisk tilbagetrækning. Den 26. maj 1937 indtrådte Egypten i Folkeforbundet.
Med 2. verdenskrigs udbrud begyndte briterne på ny at forstærke sin kontrol over landet. De, som sympatiserede med aksemagterne, blev afskediget eller sat i fængsel, og der blev udøvet et omfattende pres for, at Egypten i det mindste ville holde sig neutralt under krigen. At briterne atter indsatte militær i landet fik mange til at se aksemagterne som en løsning, og kong Farouk selv havde velkendte sympatier for Tyskland og Italien som en modvægt mod det Britiske imperium. Samtidig profiterede den egyptiske overklasse stærkt på krigen, mens de store masser blev ramt af fattigdom og lidelser. Under felttoget i Nordafrika underkastedes Egypten det britiske militærs behov; den mislykkede italienske invasion i 1940 blev efterfulgt af Afrikakorpsets fremrykninger i 1942 helt frem til byen El Alamein 24 mil vest for Kairo.
I et forsøg på at forøge støtten til krigsindsatsen i den egyptiske befolkning tvang Storbritanniens ambassadør Miles Lampson kongen til at afskedige premierminister Hussein Sirri Pascha i februar 1942 og i stedet lade det populære Wafd-parti danne en ny regering. Den erfarne nationalist Mustafa an-Nahhas blev premierminister for tredje gang, men han nåede ikke at regere længe, førend briterne tvang ham til at træde tilbage i 1944. Først i februar 1945 gik Egypten ind i krigen med en symbolsk krigserklæring mod aksemagterne.

### Efterkrigstiden
Egypten var et af de oprindelige medlemsstater i FN den 24. oktober 1945. I Storbritannien kom det socialdemokratiske Labourparti til regeringsmagten i London, og mange egyptere håbede, at dette ville bidrage til en forandring af stormagtens imperialistiske udenrigspolitik. Efter 2. verdenskrig var britiske soldater fortsat udstationerede i mange egyptiske byer, landet var hårdt ramt af økonomisk krise til trods for, at man i princippet ikke havde deltaget aktivt i krigen, og det rådende politiske system var fuldstændigt undermineret af kongehuset og briterne. Samtidig begyndte den kolde krig, og Egypten regnedes med til de lande, som vestmagterne anså at have brug for i forbindelse med en "inddæmning" af formodet kommunistisk indflydelse i verden, hvilket påvirkede landets internationale relationer i årene efter 1945. Opløb brød ud rundt om i landet efter, at den britiske regering i december 1945 havde nægtet at genforhandle aftalen fra 1936 og trække alle sine militære styrker ud af landet. Premierminister Mahmoud an-Nuqrashi Pascha forsøgte forgæves i 1947 at løse konflikten om Sudans skæbne ved at tage spørgsmålet op i FN samtidig, som presset på egyptiske politikere om at frigøre landet helt fra udenlandsk kontrol voksede, da det religiøst konservative Muslimske broderskab, som havde vundet en stadig større folkelig popularitet, begyndte at opfordre til hellig krig mod briterne. Også den egyptiske elite var splittet, alle forsøg på at gennemføre jordreformer i landet blev stoppet af adelen samtidig, som en ny klasse af industriejere støttet af britisk kapital voksede sig stærkere.
Udråbelsen af staten Israel i 1948 bidrog yderligere til instabilitet i Egypten internt, idet det nye naboland blev anset som en fremmed og af briterne påtvunget statsdannelse i regionen. Efter, at Egypten som del af Det Arabiske Forbund havde lidt nederlag i krigen samme år for at forhindre den planlagte deling af det britiske mandatområde i Palæstina (omend det lykkedes at besætte Gazastriben), voksede modviljen mod kongehuset også indenfor militæret, hvilket førte til dannelsen af den Frie officersbevægelse. an-Nuqrashi forbød Det Muslimske Broderskab i december 1948 og blev myrdet samme måned af en af dets medlemmer, hvorpå en omfattende arrestationsbølge af broderskabssympatisører blev indledt. Forhandlinger mellem Egypten og Storbritannien førte til, at alle britiske styrker blev trukket tilbage fra hele landet bortset fra Suezkanalen i september 1949 men blev derefter afbrudt.
Efter parlamentsvalget i Egypten 1950 kom nationalisterne i Wafd-partiet tilbage til magten efter fem år i opposition og begyndte omgående at følge en mere aktiv linje i spørgsmålet om fortsat britisk indflydelse i landet, med støtte både fra det religiøse højre og det revolutionære venstre. Den egyptiske regering ophævede i oktober 1951 den anglo-egyptiske aftale, brød aftalen fra 1899 om Sudan og gav Farouk titlen "konge af Egypten og Sudan" for at markere kravene på hele Nildalen. Fra og med efteråret 1951 foregik en uofficiel, sporadisk guerillakrig mod briterne i Suezkanalzonen, fornødenheder til kanalen blev blokeret, og egyptiske arbejdere blev evakuerede samtidig med, at mange britiske medborgere valgte at forlade landet.

### Revolution og monarkiets fald
Den 25. januar 1952 rykkede over 7.000 britiske soldater ind i Ismailia, den eneste lokalitet i hele Suezkanalzonen under egyptisk kontrol, som svar på angreb mod britiske mål og dræbte 50 egyptiske politimænd. Vreden hos den egyptiske befolkning nåede derved sit højeste niveau i lang tid, og dagen efter, den 26. januar, blev senere kaldt den "sorte lørdag", idet omfattende protester, opløb og brænde hærgede Kairo. Særlig symboler for vesterlandsk tilstedeværelse som britisk ejendom blev ødelagt, et mindre antal udlændinge blev dræbt og mange flere skadet. Demonstranterne krævede, at regeringen erklærede krig mod Storbritannien men fik til svar, at kong Farouk modsatte sig dette, og dagen efter opløbene afskedigede kongen hele regeringen og indførte undtagelsestilstand i hovedstaden. At den folkevalgte nationalistleder Mustafa an-Nahhas mistede regeringsmagten forbedrede de højst anstrengte relationer mellem Egypten og Storbritannien noget og kan have forhindret, at man i London så det som retfærdiggjort at okkupere hele Egypten igen, men det førte samtidig til, at befolkningen atter oplevede hvor modvillig, den egne elite var mod stormagten, mens korruption og ineffektive myndigheder ramte almindelige egyptere.
Efter kaosset i Kairo den 25. januar voksede den politiske uro, tre kortvarige ministerier sad ved magten uden at formå at stabilisere landet, og den Frie officersbevægelse skred ind. Egentlig havde man planlagt at gennemføre et statskup i begyndelsen af august 1952, men officerernes leder Muhammad Naguib havde fået oplysninger om, at deres navne fandtes på lister hos hærledelsen, hvilket tvang dem til at handle tidligere. Den 23. juli 1952 gennemførtes så det, som i egyptisk historieskrivning blev kaldt 23. juli-revolutionen, et militærkup gennemført af den Frie officersbevægelse under ledelse af Muhammad Naguib og Gamal Abdel Nasser. Royalistiske officerer blev arresterede af soldater loyale til kupmagerne, og kongen bad desperat om hjælp fra USA men fik et afvisende svar. Amerikanerne var urolige for, at hvis de blandede sig, ville kaos bryde ud på Egyptens gader, Naguib lod tillige meddele, at al vesterlandsk intervention i landet ville blive mødt med militær vold. Oprørsmagerne gav tillige besked om, at militærkuppet var baseret på antikommunistiske idealer, hvorpå USA advarede Storbritannien mod at forsøge at redde kongen og forværre situationen. Den 26. juli 1952 abdicerede kong Farouk og drog i eksil. Han efterfulgtes af sin blot seks måneder gamle søn Ahmed Fuad. I praksis lå magten nu hos de Frie officerer, som ikke havde til hensigt at lade monarkiet fortsætte men indførte enrepublik omtrent et år senere.